# Milan Hejduk
Milan Hejduk (Ústí na Labi, Češka, 14. veljače 1976.) češki je profesionalni hokejaš na ledu koji igra na poziciji desnog krila. Trenutačno je član Colorado Avalanchea koji se natječe u NHL-u.

## Klupska karijera
Hejduk karijeru započinje u rodnoj Češkoj 1991. godine zaigravši za juniorsku momčad kluba HC Teplice. Već sljedeće sezone prelazi u klub HC Pardubice koji se natječe u češkoj Extraligi. Tamo provodi čak šest uzastopnih sezona, a prve nastupe i početak profesionalne karijere bilježi u sezoni 1993./94. U sezoni 2004./05. dolazi na jednogodišnju posudbu u matični klub kad upisuje i sedmu sezonu igranja u Extraligi te po prvi put osvaja Češki kup.

### Colorado Avalanche (1998. – danas)
Na draftu 1994. godine u 4. krugu kao 87. izbor odabrali su ga Quebec Nordiques. U sezoni 1998./99. prelazi u NHL potpisavši ugovor s Colorado Avalancheom koji je 1995. godine preuzeo franšizu od Quebec Nordiquesa i preselio se u Denver. Iste sezone upisuje svoje prve nastupe kako u Avalancheu tako i u NHL-u. Štoviše, odmah je postao nezaobilazan dio prve momčadi. 2001. godine osvaja Stanleyjev kup s Avalancheom kojeg je predvodio legendarni Joe Sakic. I sljedeće sezone upisuje redovne nastupe te postiže 50 pogodaka što ga je smjestilo na vrh ljestvice strijelaca u sezoni i donijelo mu nagradu Maurice "Rocket" Richard. Iste sezone bio je i igrač s najboljom Plus/Minus statistikom što mu je donijelo i nagradu NHL Plus/Minus (tadašnjeg naziva Bud Light NHL Plus/Minus Award). S obzirom na to da je u sezoni 2004./05. nastupio štrajk u NHL-u te je rad lige bio prekinut Hejduk se odlučio na kratki povratak u rodnu Češku, odnosno, matični klub HC Pardubice. Već sljedeće sezone vraća se u Avalanche te nastavlja s redovnim nastupima za prvu momčad. U sezoni 2008./09., odnosno, 18. siječnja 2009. godine u susretu protiv Calgary Flamesa postigao je svoj 300. pogodak u NHL-u. U čak pet sezona odigrao je sve utakmice u regularnoj sezoni, a dvaput je imao dvije sezone u nizu potpuno odigrane.

### All-Star utakmice
Hejduk je triput izabran za NHL-ove All-Star utakmice. Svoju prvu All-Star utakmicu odigrao je 6. veljače 2000. godine kad je bio član momčadi Svijeta koja je s 9 : 4 porazila momčad Sjeverne Amerike. U tom dvoboju upisao je asistenciju. Drugu utakmicu odigrao je sljedeće godine u porazu momčadi Svijeta od momčadi Sjeverne Amerike s 14 : 12. U momčad Svijeta ušao je kao zamjena za Jaromira Jagra koji zbog ozljede nije mogao nastupiti te ujedno bio šesti igrač Avalanchea koji je nastupio u tom susretu (četvorica su igrali za momčad Sjeverne Amerike). Svoj treći nastup upisao je 25. siječnja 2009. godine igravši za momčad Zapadne konferencije koja je utakmicu izgubila od Istočne konferencije s 12 : 11 i to tek u raspucavanju. Hejduk je u toj utakmici prikupio tri boda, s jednim pogotkom i dvije asistencije.

## Reprezentacijska karijera
Osim na klupskoj razini Hejduk je imao i izniman utjecaj u reprezentaciji Češke nastupivši za istu na šest velikih natjecanja. Svoj prvi pohod s reprezentacijom na veliko natjecanje ostvario je 1998. godine na XVIII. Zimskim olimpijskim igrama koje su se održale u Naganu u Japanu. Češka je iznenadila sve favorite te u finalu pobijedila Rusiju. Bile su to prve Olimpijske igre i prvo zlatno odličje za Hejduka. Iste godine po prvi put igra (tek jednu utakmicu) i na Svjetskom prvenstvu koje se održalo u Švicarskoj kad Češka osvaja broncu pobijedivši upravo domaćine s 4 : 0. Sljedeće nastupe upisuje 2002. godine na XIX. Zimskim olimpijskim igrama održanim u Salt Lake Cityju u američkoj saveznoj državi Utah. Rusija je izvršila malu osvetu za izgubljeno finale 1998. godine te izbacila Češku u četvrtfinalu. 2003. godine upisuje sedam nastupa na Svjetskom prvenstvu u Finskoj pri čemu je prikupio šest bodova, od toga pet pogodaka. Češka je svladana od Slovačke s 4 : 2 u dvoboju za treće mjesto. 2004. godine po prvi put nastupa u Svjetskom kupu u kojem je Češka poražena u polufinalu od kasnijeg pobjednika Kanade. 2006. godine sudjeluje na XX. Zimskim olimpijskim igrama održanim u Torinu u Italiji. Češka je natjecanje napustila u polufinalu nakon teškog 7 : 3 poraza od Švedske. Češki izbornik Vladimir Ružička, na iznenađenje mnogih, na popis igrača za XXI. Zimske olimpijske igre nije uvrstio Hejduka.

## Statistika karijere
Bilješka: OU = odigrane utakmice, G = gol, A = asistencija, Bod = bodovi, KM = kaznene minute

### Klub
| 1993./94.       | HC Pardubice       | ČEL             | 22  | 6   | 3   | 9   | 0   | 10  | 5  | 1  | 6  | 0  |
| 1994./95.       | HC Pardubice       | ČEL             | 43  | 11  | 13  | 24  | 6   | 6   | 3  | 1  | 4  | 0  |
| 1995./96.       | HC Pardubice       | ČEL             | 37  | 13  | 7   | 20  | 4   | —   | —  | —  | —  | —  |
| 1996./97.       | HC Pardubice       | ČEL             | 51  | 27  | 11  | 38  | 10  | 10  | 6  | 0  | 6  | 27 |
| 1997./98.       | HC Pardubice       | ČEL             | 48  | 26  | 19  | 45  | 20  | 3   | 0  | 0  | 0  | 2  |
| 1998./99.       | Colorado Avalanche | NHL             | 82  | 14  | 34  | 48  | 26  | 16  | 6  | 6  | 12 | 4  |
| 1999./00.       | Colorado Avalanche | NHL             | 82  | 36  | 36  | 72  | 16  | 17  | 5  | 4  | 9  | 6  |
| 2000./01.       | Colorado Avalanche | NHL             | 80  | 41  | 38  | 79  | 36  | 23  | 7  | 16 | 23 | 6  |
| 2001./02.       | Colorado Avalanche | NHL             | 62  | 21  | 23  | 44  | 24  | 16  | 3  | 3  | 6  | 4  |
| 2002./03.       | Colorado Avalanche | NHL             | 82  | 50  | 48  | 98  | 32  | 7   | 2  | 2  | 4  | 2  |
| 2003./04.       | Colorado Avalanche | NHL             | 82  | 35  | 40  | 75  | 20  | 11  | 5  | 2  | 7  | 0  |
| 2004./05.       | HC Pardubice       | ČEL             | 48  | 25  | 26  | 51  | 14  | 16  | 6  | 2  | 8  | 6  |
| 2005./06.       | Colorado Avalanche | NHL             | 74  | 24  | 34  | 58  | 24  | 9   | 2  | 6  | 8  | 2  |
| 2006./07.       | Colorado Avalanche | NHL             | 80  | 35  | 35  | 70  | 44  | —   | —  | —  | —  | —  |
| 2007./08.       | Colorado Avalanche | NHL             | 77  | 29  | 25  | 54  | 36  | 10  | 3  | 3  | 6  | 4  |
| 2008./09.       | Colorado Avalanche | NHL             | 82  | 27  | 32  | 59  | 16  | —   | —  | —  | —  | —  |
| Sveukupno - ČEL | Sveukupno - ČEL    | Sveukupno - ČEL | 249 | 108 | 79  | 187 | 54  | 45  | 20 | 4  | 24 | 35 |
| Sveukupno - NHL | Sveukupno - NHL    | Sveukupno - NHL | 783 | 312 | 345 | 657 | 274 | 109 | 33 | 42 | 75 | 28 |

### All-Star utakmice
| Godina    | Mjesto    |   | G | A | Bod |
| --------- | --------- | - | - | - | --- |
| 2000.     | Toronto   | 0 | 1 | 1 |     |
| 2001.     | Denver    | 0 | 0 | 0 |     |
| 2009.     | Montreal  | 1 | 2 | 3 |     |
| Sveukupno | Sveukupno | 1 | 3 | 4 |     |

### Reprezentacija
| Godina              | Reprezentacija      | Natjecanje          |    | OU | G | A  | Bod | KM |
| ------------------- | ------------------- | ------------------- | -- | -- | - | -- | --- | -- |
| 1995.               | Češka (Juniori)     | SJP                 | 7  | 1  | 3 | 4  | 14  |    |
| 1998.               | Češka               | ZOI                 | 4  | 0  | 0 | 0  | 2   |    |
| 1998.               | Češka               | SP                  | 1  | 0  | 0 | 0  | 0   |    |
| 2002.               | Češka               | ZOI                 | 4  | 1  | 0 | 1  | 0   |    |
| 2003.               | Češka               | SP                  | 7  | 5  | 1 | 6  | 2   |    |
| 2004.               | Češka               | SK                  | 4  | 3  | 2 | 5  | 2   |    |
| 2006.               | Češka               | ZOI                 | 8  | 2  | 1 | 3  | 2   |    |
| Sveukupno - Juniori | Sveukupno - Juniori | Sveukupno - Juniori | 7  | 1  | 3 | 4  | 14  |    |
| Sveukupno - Seniori | Sveukupno - Seniori | Sveukupno - Seniori | 28 | 11 | 4 | 15 | 8   |    |

## Nagrade

### NHL
| Nagrada                         | Godina |
| ------------------------------- | ------ |
| Stanleyjev kup pobjednik        | 2001.  |
| Bud Light NHL Plus/Minus Award  | 2003.  |
| Maurice "Rocket" Richard Trophy | 2003.  |

## Vanjske poveznice
- Profil na NHL.com
- Profil na Eurohockey.net.
- Profil na The Internet Hockey Database